# 성장 인자
성장 인자(Growth Factor, GF)는 세포 증식, 상처 치유, 세포 분화를 자극할 수 있는 자연 발생 물질이다. 일반적으로 단백질 또는 스테로이드 호르몬이다. 성장 인자는 다양한 세포 과정을 조절하는 데 중요하다.
성장 인자는 일반적으로 세포 사이의 신호 분자로 작용한다. 예를 들면 표적 세포 표면의 특정 수용체에 결합하는 사이토카인과 호르몬이 있다.
각각의 성장 인자는 세포 분화와 성숙을 촉진한다. 예를 들어, 표피 성장 인자(Epidermal Growth Factor, EGF)는 골형성 분화를 강화하고, 섬유아세포 성장 인자(Fibroblast Growth Factor, FGF)와 혈관 내피 성장 인자(Vascular Endothelial Growth Factor, VEGF)는 혈관 분화 및 신생(Angiogenesis)를 자극한다.

## 사이토카인과의 비교
성장 인자는 과학자들 사이에서 사이토카인이라는 용어와 같은 의미로 사용되기도 한다. 역사적으로 사이토카인은 조혈(혈액 및 림프 형성) 세포 및 면역계 세포(예: 비장, 가슴샘, 림프절의 림프구 및 조직 세포)와 연관되어 있다. 세포가 액체 현탁액에서 발생할 수 있고 고체 조직에 결합되지 않은 순환계 및 골수의 경우 용해성 순환 단백질 분자로 소통하는 것이 합리적이다. 그러나 다양한 연구에서 조혈 및 면역 시스템이 사용하는 동일한 신호 전달 단백질 중 일부가 발달 중 및 성숙한 유기체에서 모든 종류의 다른 세포 및 조직에서도 사용되고 있음이 분명해졌다.
성장 인자는 세포 증식에 긍정적인 영향을 의미하지만 사이토카인은 분자가 증식에 영향을 미치는지 여부와 관련하여 중립적인 용어이다. 과립구 콜로니 자극 인자(Granulocyte Colony-Stimulating Factor, G-CSF) 및 과립구 대식세포 콜로니 자극 인자(Granulocyte-Macrophage Colony-Stimulating Factor, GM-CSF)와 같은 일부 사이토카인은 성장 인자가 될 수 있지만 다른 것은 세포 생장 또는 세포 증식에 억제 효과가 있다. Fas 리간드와 같은 일부 사이토카인은 죽음 신호로 사용된다. 이것들은 표적 세포가 세포예정사(Programmed Cell Death, PCD) 또는 세포자살을 겪도록 한다.
성장 인자는 노벨 생리의학상을 수상한 리타 레비몬탈치니에 의해 처음 발견되었다.

## 성장 인자의 목록
개별 성장 인자는 구조적, 진화적으로 관련된 단백질의 더 큰 클래스의 구성원으로 발생하는 경향이 있다. 많은 패밀리가 있으며 그 중 일부는 다음과 같다.
- 아드레노메둘린 (Adrenomedullin, AM)
- 앤지오포이에틴 (Angiopoietin, Ang)
- 포도당 6-인산 이성질화효소 또는 자가 분비 운동성 인자 (Glucose 6-phosphate isomerase, Autocrine motility factor)
- 뼈 형성 단백질 (Bone Morphogenetic Protein, BMP)
- Ciliary 신경 영양 인자 패밀리 (Ciliary neurotrophic factor family)
  - Ciliary 신경 영양 인자 (Ciliary neurotrophic factor, CNTF)
  - 백혈병 억제 인자 (Leukemia Inhibitory Factor, LIF)
  - 인터루킨 6 (Interleukin-6, IL-6)
- 콜로니 자극 인자 (Colony-stimulating factors)
  - 대식세포 콜로니 자극 인자 (Macrophage colony-stimulating factor, M-CSF)
  - 과립구 콜로니 자극 인자 (Granulocyte colony-stimulating factor, G-CSF)
  - 과립구 대식세포 콜로니 자극 인자 (Granulocyte macrophage colony-stimulating factor, GM-CSF)
- 표피 성장 인자 (Epidermal growth factor, EGF)
- 에프린 (Ephrins)
  - 에프린 A1 (Ephrin A1)
  - 에프린 A2 (Ephrin A2)
  - 에프린 A3 (Ephrin A3)
  - 에프린 A4 (Ephrin A4)
  - 에프린 A5 (Ephrin A5)
  - 에프린 B1 (Ephrin B1)
  - 에프린 B2 (Ephrin B2)
  - 에프린 B3 (Ephrin B3)
- 에리트로포이에틴 (Erythropoietin, EPO)
- 섬유아세포 성장 인자 (Fibroblast growth factor, FGF)
  - 섬유아세포 성장 인자 1 (Fibroblast growth factor 1, FGF1)
  - 섬유아세포 성장 인자 2 (Fibroblast growth factor 2, FGF2)
  - 섬유아세포 성장 인자 3 (Fibroblast growth factor 3, FGF3)
  - 섬유아세포 성장 인자 4 (Fibroblast growth factor 4, FGF4)
  - 섬유아세포 성장 인자 5 (Fibroblast growth factor 5,FGF5)
  - 섬유아세포 성장 인자 6 (Fibroblast growth factor 6, FGF6)
  - 섬유아세포 성장 인자 7 (Fibroblast growth factor 7, FGF7)
  - 섬유아세포 성장 인자 8 (Fibroblast growth factor 8, FGF8)
  - 섬유아세포 성장 인자 9 (Fibroblast growth factor 9, FGF9)
  - 섬유아세포 성장 인자 10 (Fibroblast growth factor 10, FGF10)
  - 섬유아세포 성장 인자 11 (Fibroblast growth factor 11, FGF11)
  - 섬유아세포 성장 인자 12 (Fibroblast growth factor 12, FGF12)
  - 섬유아세포 성장 인자 13 (Fibroblast growth factor 13, FGF13)
  - 섬유아세포 성장 인자 14 (Fibroblast growth factor 14, FGF14)
  - 섬유아세포 성장 인자 15 (Fibroblast growth factor 15, FGF15)
  - 섬유아세포 성장 인자 16 (Fibroblast growth factor 16, FGF16)
  - 섬유아세포 성장 인자 17 (Fibroblast growth factor 17, FGF17)
  - 섬유아세포 성장 인자 18 (Fibroblast growth factor 18, FGF18)
  - 섬유아세포 성장 인자 19 (Fibroblast growth factor 19, FGF19)
  - 섬유아세포 성장 인자 20 (Fibroblast growth factor 20, FGF20)
  - 섬유아세포 성장 인자 21 (Fibroblast growth factor 21, FGF21)
  - 섬유아세포 성장 인자 22 (Fibroblast growth factor 22, FGF22)
  - 섬유아세포 성장 인자 23 (Fibroblast growth factor 23, FGF23)
- 소 태아 성장 호르몬 (Foetal Bovine Somatotrophin, FBS)
- GDNF 패밀리 리간드 (GDNF family of ligands)
  - 신경 아교 세포 유래 신경 영양 인자 (Glial cell line-derived neurotrophic factor, GDNF)
  - 뉴투린 (Neurturin)
  - 퍼셉핀 (Persephin)
  - 아테민 (Artemin)
- 성장 분화 인자 9 (Growth differentiation factor-9, GDF9)
- 간 세포 성장 인자 (Hepatocyte growth factor, HGF)
- 간암 유래 성장 인자 (Hepatoma-derived growth factor, HDGF)
- 인슐린 (Insulin)
- 인슐린 유사 성장 인자 (Insulin-like growth factor)
  - 인슐린 유사 성장 인자 1 (Insulin-like growth factor-1, IGF-1)
  - 인슐린 유사 성장 인자 2 (Insulin-like growth factor-2, IGF-2)
- 인터루킨 (Interleukin)
  - 인터루킨 1 (Interleukin-1, IL-1) : Cofactor for IL-3 and IL-6. Activates T cells.
  - 인터루킨 2 (Interleukin-2, IL-2) : T-cell growth factor. Stimulates IL-1 synthesis. Activates B-cells and NK cells.
  - 인터루킨 3 (Interleukin-3, IL-3) : Stimulates production of all non-lymphoid cells.
  - 인터루킨 4 (Interleukin-4, IL-4) : Growth factor for activated B cells, resting T cells, and mast cells.
  - 인터루킨 5 (Interleukin-5, IL-5) : Induces differentiation of activated B cells and eosinophils.
  - 인터루킨 6 (Interleukin-6, IL-6) : Stimulates Ig synthesis. Growth factor for plasma cells.
  - 인터루킨 7 (Interleukin-7, IL-7) : Growth factor for pre-B cells.
- 케라틴 세포 성장 인자 (Keratinocyte growth factor, KGF)
- 이동 자극 인자 (Migration-stimulating factor, MSF)
- 대식세포 자극 단백질 (Macrophage-stimulating protein, MSP)
- 마이오스타틴 (Myostatin, GDF-8)
- 뉴레귤린 (Neuregulins)
  - 뉴레귤린 1 (Neuregulin 1, NRG1)
  - 뉴레귤린 2 (Neuregulin 2, NRG2)
  - 뉴레귤린 3 (Neuregulin 3, NRG3)
  - 뉴레귤린 4 (Neuregulin 4, NRG4)
- 뉴로트로핀 (Neurotrophins)
  - 뇌 유래 신경 영양 인자 (Brain-derived neurotrophic factor, BDNF)
  - 신경 세포 성장 인자 (Nerve growth factor, NGF)
  - 뉴로트로핀 3 (Neurotrophin-3, NT-3)
  - 뉴로트로핀 4 (Neurotrophin-4, NT-4)
- 태반 성장 인자 (Placental growth factor, PGF)
- 혈소판 유래 성장 인자 (Platelet-derived growth factor, PDGF)
- 레날레이스 (Renalase, RNLS) : 항세포자살 생존 인자
- T 세포 성자 인자 (T cell growth factor, TCGF)
- 트롬보포이에틴 (Thrombopoietin, TPO)
- 전환 성장 인자 (Transforming growth factors)
  - 전환 성장 인자 알파 (Transforming growth factor α, TGF-α)
  - 전환 성장 인자 베타 (Transforming growth factor β, TGF-β)
- 종양 괴사 인자 알파 (Tumor necrosis factor-alpha, TNF-α)
- 혈관 내피 성장 인자 (Vascular endothelial growth factor, VEGF)
- 윈트 신호전달 (Wnt Signaling Pathway)

## 혈소판
혈소판의 알파 과립에는 성장 인자 혈소판 유래 성장 인자(Platelet-derived Growth Factor, PDGF), 인슐린 유사 성장 인자 1(Insuline-like Growth Factor 1, IGF-1), 표피 생장 인자 (Epidermal Growth Factor, EGF), 전환 성장 인자 베타(Transforming Growth Factor β, TGF-β)가 포함되어 있어 대식세포, 섬유아세포, 내피세포를 끌어들이고 활성화하여 상처 치유를 시작한다.

## 의학에서의 용도
지난 20년 동안 성장 인자는 다음과 같은 혈액 및 종양 질환, 심혈관 질환의 치료에 사용해왔다.
- 호중구 감소증
- 골수이형성증후군(Myelodysplastic syndrome, MDS)
- 백혈병
- 재생불량성빈혈
- 골수 이식
- 심혈관 질환에 대한 혈관 신생

## 같이 보기
- 혈관신생
- 사이토카인
- 수용체
- 신호전달

## 참고
- 혈관 신생
- 뼈 성장 인자
- 사이토카인
- 성장 인자 수용체
- 인간 게놈 조직
- 미토겐
- 신경 영양 인자
- 수용체 (생화학)
- 신호 전달